# Graafschap Zeeland
Het graafschap Zeeland is een graafschap dat in 1323 ontstond uit delen van de graafschappen Vlaanderen en Holland. Met onder andere het graafschap Henegouwen en het graafschap Holland was het verbonden in een personele unie. Zoals de andere gewesten in de Nederlanden bleef het tot aan de Bourgondische tijd relatief zelfstandig. In de Bourgondische Kreits was het een van de Zeventien Provinciën. Het was bestuurlijk en juridisch verdeeld in Zeeland Bewestenschelde en Zeeland Beoostenschelde, volgens de toenmalige loop van de Schelde.
Het gebied van het toenmalige graafschap vormt nu samen met Zeeuws-Vlaanderen de provincie Zeeland. 

## Voorgeschiedenis
Dit grensgebied was voordien de speelbal geweest van twee buren: het graafschap Vlaanderen en het graafschap Holland (tot 1299, daarna tot 1323 het graafschap Henegouwen).

## Ontstaan van het graafschap Zeeland
Bij de Vrede van Parijs van 1323 tussen Vlaanderen en Henegouwen zag de graaf van Vlaanderen, Lodewijk II van Nevers af van aanspraken op Zeeland en erkende Zeeland de graaf van Henegouwen, Willem I van Henegouwen / Willem de Goede (1287 – Valencijn, 7 juni 1337), als graaf. Het werd een zelfstandig gewest, met als soeverein een graaf uit achtereenvolgens het Henegouwse, Beierse, Bourgondische en Habsburgse Huis.
Het graafschap ontstond, doordat in 1323 bij de Vrede van Parijs Zeeland Bewestenschelde en Zeeland Beoostenschelde onder één nieuw graafschap kwamen te liggen.
Deze twee kwartieren bestonden uit de volgende eilanden:
- Zeeland Bewestenschelde - (Walcheren, Noord-Beveland, Zuid-Beveland, Wolphaartsdijk en Borssele/Baarland).
- Zeeland Beoostenschelde - (Schouwen, Duiveland, Dreischor en Tholen)

Het huidige Zeeuws-Vlaanderen bleef tot de Tachtigjarige Oorlog deel van het graafschap Vlaanderen. Het werd weliswaar tijdens deze Tachtigjarige Oorlog veroverd en als Staats-Vlaanderen deel van de Republiek der Zeven Verenigde Nederlanden, het werd echter geen deel van het Graafschap Zeeland,

### Zeeland Bewestenschelde
Vanaf 1012 is Middelburg het bestuurscentrum van Zeeland Bewestenschelde. De stad ontstond door de aanleg van een ringwalburg in de eerste helft van de 9e eeuw. In 1103 wordt de nederzetting als haven- en handelsplaats genoemd. Vanuit Middelburg werd Zeeland Bewestenschelde bestuurd door:
- 18 Vlaamse graven van 1012 tot 1323 (Vrede van Parijs (1323)), namens het Graafschap Vlaanderen.
- 7 Hollandse graven tussen 1167 en 1299 (condominium Vlaamse en Hollandse graven van 1167 tot 1256), namens het Graafschap Holland.
- 2 Henegouwse graven tussen 1299 en 1323, namens het Graafschap Holland.

### Zeeland Beoostenschelde
De belangrijkste plaats van Zeeland Beoostenschelde is Zierikzee. Zierikzee is een nederzetting ontstaan in de 9e eeuw en Boudewijn V van Vlaanderen bouwde er halverwege de 11e eeuw een grafelijk kasteel. Vanuit Zierkzee werd tussen circa 1100 en 1299 Zeeland Beoostenschelde door de graven van het Hollandse Huis bestuurd en van 1299 tot 1323 door de Henegouwse graven Jan II van Avesnes (1299-1304) en Willem III van Holland (1304-1323), allen namens het Graafschap Holland. 

### Zeeuws-Vlaanderen
Het huidige Zeeuws-Vlaanderen - vroeger Staats-Vlaanderen van de Republiek der Zeven Verenigde Nederlanden- met belangrijkste plaatsen Sluis en Hulst, behoorde tot begin 17de eeuw tot het graafschap Vlaanderen en werd door de in 1599 opgerichte Staatse raad van Vlaanderen, vanuit Middelburg bestuurd. Het werd tijdens de Tachtigjarige Oorlog veroverd door de Republiek op de Spaanse Nederlanden.

## Bestuurders van Zeeland

### Bestuurders van Zeeland voor 1323
De graven die Zeeland bestuurden voor 1323 zijn altijd graven van naburige graafschappen geweest, die delen van Zeeland in leen hadden. Zo waren er:
- 18 Vlaamse graven die Zeeland Bewestenschelde - tussen 1012 en 1323 - en tot in de 12e eeuw Zeeland Beoostenschelde, in leen hadden van de Duitse koning.
- 7 Hollandse graven die tussen 1167 en 1299 Zeeland Bewestenschelde in onderleen hadden van de graven van Vlaanderen en over Zeeland Beoostenschelde regeerden.
- 2 Henegouwse graven die tussen 1299 en 1323 over Zeeland Beoostenschelde en/of Zeeland Bewestenschelde regeerden.

| 1012-1034 | Boudewijn IV                  |                                                 |               |                     |
| 1035-1067 | Boudewijn V                   |                                                 |               |                     |
| 1067-1070 | Boudewijn VI                  |                                                 |               |                     |
| 1070-1071 | Arnulf III                    |                                                 |               |                     |
| 1071-1093 | Robrecht I de Fries           |                                                 |               |                     |
| 1093-1111 | Robrecht II van Jeruzalem     |                                                 |               |                     |
| 1111-1119 | Boudewijn VII                 |                                                 |               |                     |
| 1119-1127 | Karel de Goede                |                                                 |               |                     |
| 1127-1128 | Willem Clito                  |                                                 |               |                     |
| 1128-1168 | Diederik van de Elzas         |                                                 | Periode       | Hollandse graven    |
| 1128-1168 | Diederik van de Elzas         | Condominum (1167-1256)                          | 1167-1190     | Floris III          |
| 1168-1191 | Filips van de Elzas           | Condominum (1167-1256)                          | 1167-1190     | Floris III          |
| 1191-1194 | Boudewijn VIII van Henegouwen | Condominum (1167-1256)                          | 1190-1203     | Dirk VII            |
| 1194-1205 | Boudewijn IX                  | Condominum (1167-1256)                          | 1190-1203     | Dirk VII            |
| 1205-1244 | Johanna van Constantinopel    | Condominum (1167-1256)                          | 1203(13)-1222 | Willem I            |
| 1205-1244 | Johanna van Constantinopel    | Condominum (1167-1256)                          | 1222-1234     | Floris IV           |
| 1205-1244 | Johanna van Constantinopel    | Condominum (1167-1256)                          | 1234-1256     | Willem II           |
| 1244-1278 | Margaretha van Constantinopel | Condominum (1167-1256)                          | 1234-1256     | Willem II           |
| 1244-1278 | Margaretha van Constantinopel | Soevereiniteitsstrijd Vlaamse-Henegouwse graven | 1256-1296     | Floris V            |
| 1278-1305 | Gwijde van Dampierre          | Soevereiniteitsstrijd Vlaamse-Henegouwse graven | 1296-1299     | Jan I               |
| 1278-1305 | Gwijde van Dampierre          | Soevereiniteitsstrijd Vlaamse-Henegouwse graven | Periode       | Henegouwse graven   |
| 1278-1305 | Gwijde van Dampierre          | Soevereiniteitsstrijd Vlaamse-Henegouwse graven | 1299-1304     | Jan II van Avesnes  |
| 1305-1322 | Robert III van Bethune        | Soevereiniteitsstrijd Vlaamse-Henegouwse graven | 1304-1323     | Willem III de Goede |
| 1322-1323 | Lodewijk I van Nevers         | Soevereiniteitsstrijd Vlaamse-Henegouwse graven | 1304-1323     | Willem III de Goede |

Het Hollandse Huis hield in 1299 op te bestaan. De graven van Vlaanderen gaven bij de Vrede van Parijs in 1323 hun aanspraken op Zeeland Bewestenschelde op.

### Graven van Zeeland
De eerste graaf, van het nieuw ontstane graafschap Zeeland, was de Henegouwse graaf Willem III (Guillaume I de Hainaut). Van 1323 (Vrede van Parijs) tot 1581 (Acte van Verlatinghe) bestond het graafschap Zeeland. Het bestuurscentrum van het graafschap was Middelburg (dat in 1566 als eerste stad, in de Nederlandse taal, hoofdstad werd genoemd).
Van 1323 tot 1433 vormde Zeeland een personele unie met de graafschappen Henegouwen en Holland via het Henegouwse Huis en later het Beierse Huis. Van 1433 tot 1581 was het een personele unie met de graafschappen Henegouwen, Holland, Vlaanderen, Artesië, Namen en Zutphen via eerst het Bourgondische Huis en later het Habsburgse Huis.
| Periode   | Graven van het Henegouwse Huis                          | Bijzonderheden |
| --------- | ------------------------------------------------------- | --- |
| 1323-1337 | Willem III van Holland (Guillaume I de Hainaut)         | |
| 1337-1345 | Willem IV van Holland (Guillaume II de Hainaut)         | |
| 1345-1354 | Margaretha II van Henegouwen (Marguerite II de Hainaut) | Gehuwd met Duits koning/keizer Lodewijk IV van Beieren. Troonstrijd Margaretha II met Willem V van Holland (Guillaume III) (1349-1354). |
|           | Graven van het Beierse Huis                             | |
| 1354-1389 | Willem V van Holland (Guillaume III de Hainaut)         | Zoon van Lodewijk IV van Beieren. Albrecht van Beieren (Albert de Wittelsbach) regent 1358-1389.                                        |
| 1389-1404 | Albrecht van Beieren (Albert de Wittelsbach)            | Zoon van Lodewijk IV van Beieren. |
| 1404-1417 | Willem VI van Holland (Guillaume IV d'Ostrevant)        | |
| 1417-1433 | Jacoba van Beieren                                      | Troonstrijd met Jan van Beieren (1417-1425).                                                                                            |
|           | Graven van het Bourgondische Huis                       | |
| 1433-1467 | Filips de Goede                                         | In 1430 gehuwd in Sluis met Isabella van Portugal.                                                                                      |
| 1467-1477 | Karel de Stoute                                         | |
|           | Graven van het Habsburgse Huis                          | |
| 1477-1482 | Maria van Bourgondië en Maximiliaan I van Oostenrijk.   | |
| 1482-1506 | Filips de Schone                                        | Maximiliaan van Oostenrijk regent 1482-1494 .                                                                                           |
| 1506-1555 | Keizer Karel V                                          | Maximiliaan van Oostenrijk regent 1506-1515.                                                                                            |
| 1555-1581 | Filips II van Spanje                                    | |

Vanaf 1473 tot 1581 was de Grote Raad van Mechelen het hoogste rechtscollege van het graafschap Zeeland.

### Staten van Zeeland
In 1581 kwam er een einde aan het graafschap Zeeland met het Plakkaat van Verlatinghe. Vanaf dat moment werd Zeeland een van de gewesten van de Republiek der Zeven Verenigde Nederlanden, met als soeverein de Staten van Zeeland in plaats van een graaf. Door deze Noord-Nederlandse onafhankelijkheid hadden ze zich onttrokken aan het koninklijke gezag en aan de rechtsbevoegdheid van de Grote Raad van Mechelen. Vanaf dat moment deelde Zeeland bepaalde instellingen met Holland en West-Friesland, zoals de Hoge Raad van Holland, Zeeland en West-Friesland het hoogste rechtscollege. Nadat de Staten-Generaal zich in 1583 in de Noordelijke Nederlanden hadden gevestigd, kwamen zij aanvankelijk in Middelburg bijeen. Vanaf 1588 werd Den Haag de vergaderplaats.
Van 1581 tot 1795 was Zeeland - vanaf 1588, binnen de Republiek der Zeven Verenigde Nederlanden - een onafhankelijke federale staat (waarvan de Staten van Zeeland de soevereinen waren), met onder andere:
- vanaf 1574/1576 eigen rechtspraak en eigen regering (Zeeuwse Regeringsraad/Landraad),
- vanaf 1578 eigen wetgeving,
- vanaf 1580 een Zeeuwse Munt,
- vanaf 1596 een Rekenkamer en
- vanaf 1597 de Admiraliteit van Zeeland.

## Steden in het graafschap Zeeland

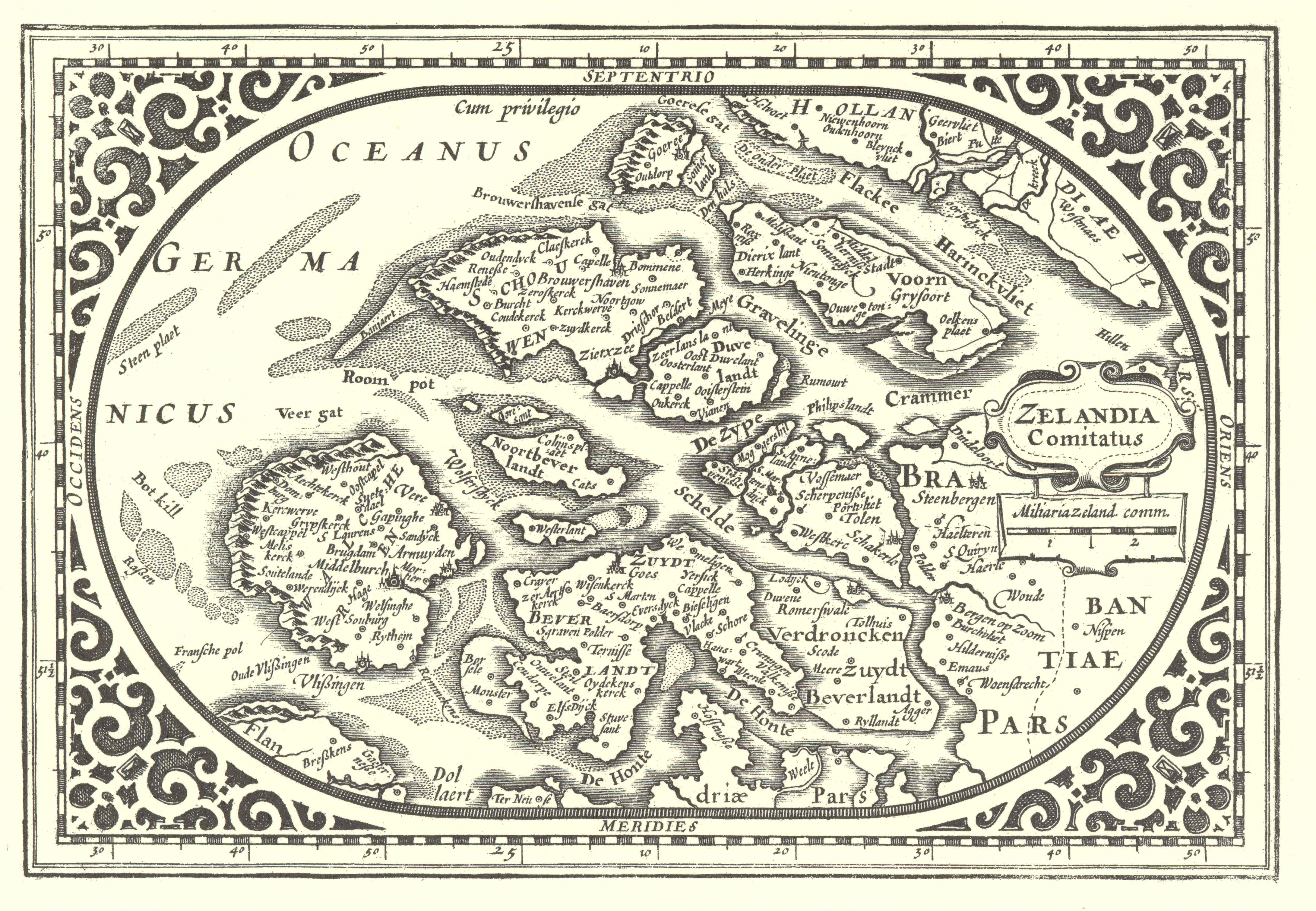
Zelandia Comitatus, Abraham Goos.

Stemhebbende steden, in volgorde van belang (met tussen haakjes de datum dat stadsrechten werden verkregen):
- Middelburg (1217)
- Zierikzee (1248)
- Vlissingen (1315), stemhebbend in de Staten van Zeeland vanaf 1574
- Veere (1355), stemhebbend in de Staten van Zeeland vanaf 1574
- Tholen (1366)
- Reimerswaal (1374), tot 1574 stemhebbend in de Staten van Zeeland
- Goes (1405)

Smalsteden (geen zitting in de Staten van Zeeland):
- Domburg (1223)
- Westkapelle (1223)
- Kortgene (1431)
- Brouwershaven (1477)
- Sint-Maartensdijk (1491)
- Arnemuiden (1574)

FG FD) Geheel of deels verloren aan Frankrijk 1659–1713; RG RD) Geheel of deels verloren aan de Republiek 1581–1715; V) Door vererving bij een andere kreits